# Bradgatia linfordensis
La bradgatia (Bradgatia linfordensis) è un enigmatico organismo estinto, vissuto nel Proterozoico superiore (Ediacarano, circa 570 milioni di anni fa). I fossili sono stati ritrovati in Inghilterra e in Canada (Terranova e Columbia Britannica).

## Descrizione
L'aspetto di questo organismo doveva essere vagamente simile a quello di un cavolo schiacciato. I fossili consistono in sei o più rami frondosi che si protendono da un punto di ancoraggio centrale alla base. Le "fronde" erano caratterizzate da striature in senso diagonale che si dipartivano da un solco (o forse una cresta) centrale. L'intero organismo era alto tra gli 8 e i 22 centimetri e rappresentava uno dei più grossi esseri del suo habitat, superato in dimensioni solo da Charnia e Charniodiscus. Sono stati ritrovati fossili di vari esemplari l'uno accanto all'altro; questi resti, piuttosto che in ordine sparso, sembrerebbero seguire una disposizione regolare.

## Scoperta

Bradgatia

La bradgatia è stata rinvenuta per la prima volta nella foresta di Charnwood, in Inghilterra, in un luogo già noto per i fossili di organismi del Precambriano. Fino alla sua descrizione formale, avvenuta nel 1995, questo organismo era noto come "forma a cespuglio" nei testi che si occupavano della fauna di Ediacara. 

## Parentele
Come per tutti i rappresentanti della fauna di Ediacara, anche per questo organismo la classificazione è molto difficile. In un primo tempo, la "forma a cespuglio" fu ritenuta un possibile parente di organismi a simmetria radiale come Rugoconites, Ovatoscutum o Cyclomedusa. Solo in seguito vennero riconosciute le affinità con i cosiddetti rangeomorfi, misteriosi organismi dotati di fronde (come Rangea e Charnia). 

## Possibile stile di vita
È probabile che la bradgatia vivesse ancorata al substrato in bassi fondali marini e che fosse un organismo sospensivoro. I molteplici "petali" sottili di questo essere erano d'aiuto nel filtrare l'acqua in maniera efficiente, mentre la mancanza di uno stelo permetteva il nutrimento attraverso tutta la lunghezza dell'organismo (al contrario di quanto avveniva in Charnia).